# Municipio de Lyon (condado de Cloud)
El municipio de Lyon (en inglés: Lyon Township) es un municipio ubicado en el condado de Cloud en el estado estadounidense de Kansas. En el año 2010 tenía una población de 122 habitantes y una densidad poblacional de 0,86 personas por km².

## Geografía
El municipio de Lyon se encuentra ubicado en las coordenadas 39°22′20″N 97°45′48″O / 39.37222, -97.76333. Según la Oficina del Censo de los Estados Unidos, el municipio tiene una superficie total de 141.7 km², de la cual 141,68 km² corresponden a tierra firme y (0,02 %) 0,02 km² es agua.

## Demografía
Según el censo de 2010, había 122 personas residiendo en el municipio de Lyon. La densidad de población era de 0,86 hab./km². De los 122 habitantes, el municipio de Lyon estaba compuesto por el 99,18 % blancos y el 0,82 % eran de una mezcla de razas. Del total de la población el 7,38 % eran hispanos o latinos de cualquier raza.